# Клейноди

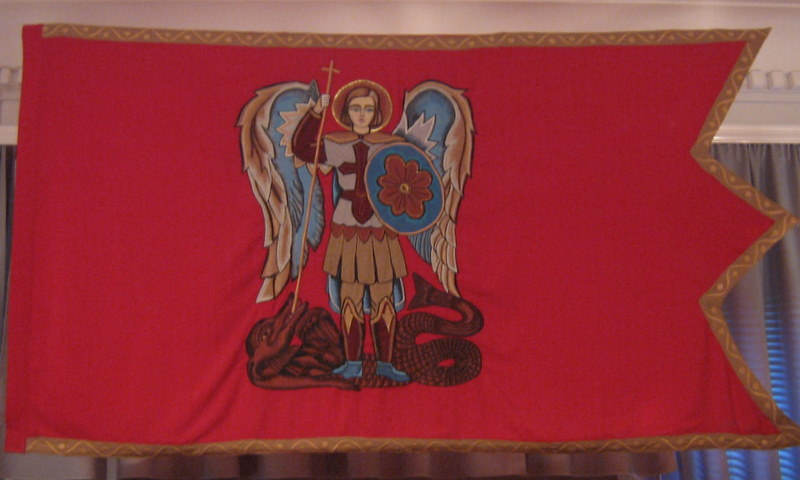
Корогва українських козаків

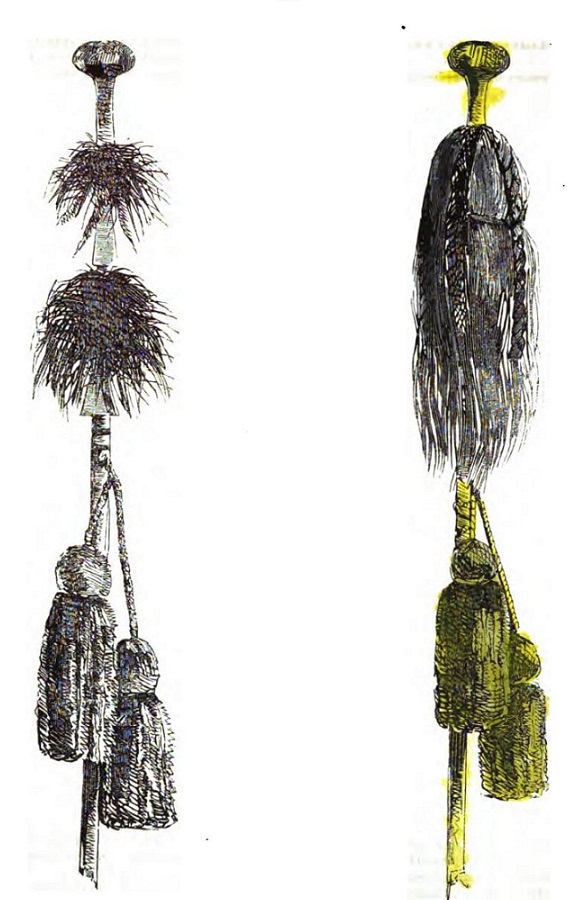
Бунчуки українських козаків

Клейно́ди (нім. Kleinod — «скарб, невелика коштовна річ», утворене від Klein + od(oti)/) — відзнака, атрибути і символи військової та цивільної влади й окремих військових і цивільних урядів.